# 関戸剛
関戸 剛（せきと つよし、1963年4月3日 - ）は大阪府出身の作曲家。関西外国語大学（英米語学部英米語学科）卒。コナミ工業株式会社（現コナミ）を経て、現在はスクウェア・エニックスに在籍。ゲームの作曲と共にTHE BLACK MAGESとTHE STAR ONIONSの二つのオフィシャルバンドのメンバー（担当：ギター）でもあり、ゲームの開発業務以外にもバンドのアルバム制作、ライブやイベントなどの音楽活動などを行っている。

## 略歴・人物
コナミ時代にPC用ゲーム(MSX)では『スペースマンボウ』、『SDスナッチャー』、『メタルギア』ほか、家庭用ゲーム機（ゲームボーイ、メガドライブ、PCエンジン）では『モトクロスマニアックス』、『ティーンエージ ミュータント ニンジャ タートルズ2 ザ マンハッタン プロジェクト』、『タイニートゥーンアドベンチャーズ』ほか、業務用ゲーム機では、全米で記録的なヒットを遂げた『リーサルエンフォーサーズ2』、『サッカースーパースターズ』などを担当する。
自身でサウンドプログラムもこなし、多種多様なハードでのゲーム音楽を手がける。1995年にスクウェア（現スクウェア・エニックス）に移籍し同社の『ブレイヴフェンサー 武蔵伝』、『チョコボの不思議なダンジョン2』、『キングダムハーツシリーズ』などや、映像作品などの作編曲を手がける。
THE BLACK MAGESにはギタリストとして参加。バンドでのニックネームである「PTA」は、過去にPTA役員をやっていたためである。バンドの活動ではその卓越した演奏能力と共にトークの才能も発揮しており、常に話のネタを108個持っていると噂されるが、近年のライブの発言によると実際はその倍の216あるとのこと。『ファイナルファンタジーシリーズ』のオーケストラコンサートにも数多く参加している。
既婚者で娘がいる。黒のラブラドールを飼っている。

## 担当作品

### コナミ
- 1988年 - スペースマンボウ - 作曲
- 1989年 - SDスナッチャー - 作曲
- 1990年 - メタルギア2 ソリッドスネーク - 作曲
- 1991年
  - Double Dribble: 5 on 5 - 作曲
  - ティーンエージ ミュータント ニンジャ タートルズ2 ザ マンハッタン プロジェクト - 作曲
- 1992年 - タイニー・トゥーンアドベンチャーズ: ACME All-Stars - 作曲
- 1994年 - リーサルエンフォーサーズ2 ザ・ウエスタン - 作曲
- 1995年 - Soccer Super Stars - 作曲

### スクウェア（スクウェア・エニックス）
- 1998年 - ブレイヴフェンサー 武蔵伝 - 作曲
- 1999年
  - チョコボの不思議なダンジョン2 - 作曲
  - クロノ・トリガー（プレイステーション版） - 編曲
- 2000年 - オールスタープロレスリング - 作曲
- 2001年
  - オールスタープロレスリングII - 作曲
  - ファイナルファンタジーII（ワンダースワンカラー版） - 編曲
- 2002年 - ファイナルファンタジーII（プレイステーション版） - 作/編曲（2007年発売のPSP版も同様のアレンジが採用されている）
- 2003年 - オールスタープロレスリングIII - 作曲
- 2005年
  - ロマンシング サガ -ミンストレルソング- - 作曲（伊藤賢治と共作）、演奏
  - FRONT MISSION ONLINE - 編曲
  - 半熟英雄4 - 作/編曲
  - ファイナルファンタジーVII アドベントチルドレン - 作/編曲（植松伸夫、福井健一郎、河盛慶次と共作）、演奏
- 2006年
  - ファイナルファンタジーIII (ニンテンドーDS) - 編曲（植松伸夫、河盛慶次と共作）
  - 聖剣伝説4 - 作曲（伊藤賢治、祖堅正慶、仲野順也と共作）
- 2008年
  - ラスト レムナント - 作/編曲（山中康央と共作）
  - ディシディア ファイナルファンタジー - 作/編曲（共作）
- 2009年
  - ラスト レムナント - 作/編曲
  - ファイナルファンタジーVII アドベントチルドレン コンプリート - 作編曲（河盛慶次と共作）
  - ジャイロマンサー - 作/編曲
  - Death By Cube - 作/編曲（2曲）
  - ファイナルファンタジー・クリスタルクロニクル クリスタルベアラー - 演奏
  - ファイナルファンタジーXIII - 演奏
- 2010年
  - キングダム ハーツ バース バイ スリープ - 作/編曲（下村陽子と共作、作曲4作、編曲4作）
  - The 3rd Birthday - 作/編曲（下村陽子、鈴木光人と共作）
  - GUN LOCO - 作/編曲
  - MIND JACK - 作/編曲
- 2011年
  - ディシディア デュオデシム ファイナルファンタジー - 作編曲（共作）
  - ファンタジーアース　ゼロ - 作/編曲（岩崎英則、山崎良と共作）
  - LORD of VERMILION Re:2 - 編曲（河盛慶次、山崎良、山中康央と共作）
  - ファイナルファンタジーXIV - 作/編曲（水田直志、山崎良と共作）
- 2012年
  - シアトリズム ファイナルファンタジー - 作/編曲（河盛慶次と共作）
  - キングダム ハーツ 3D ［ドリーム ドロップ ディスタンス］ - 作/編曲（下村陽子、石元丈晴と共作）
  - SiSiLaLa OVERDRIVE（シシララオーバードライブ）第4弾  - 作/編曲
  - クリスタルコンクエスト - 作/編曲
  - MONSTERxDRAGON 2.0 - 作/編曲（岩崎英則、山崎良と共作）
- 2013年
  - LEGEND WORLD - 作/編曲
  - 三国志乱舞 - 作/編曲
  - ライトニング リターンズ ファイナルファンタジーXIII - 演奏
  - ガンスリンガー ストラトス2 - 作/編曲（山崎良と共作）
- 2014年
  - GUNS N' SOULS - 作/編曲
  - 聖剣伝説 RISE of MANA - 作/編曲（伊藤賢治、菊田裕樹、下村陽子と共作）
  - ファイナルファンタジー エクスプローラーズ - 作/編曲
- 2015年
  - 戦国やらいでか - 作/編曲
  - ディシディア ファイナルファンタジー - 作/編曲
- 2016年 - 天穹のアルクルス - 作/編曲（山中康央ほかと共作）
- 2017年 - ファイナルファンタジー エクスプローラーズ フォース - 作/編曲
- 2018年
  - 聖剣伝説2 SECRET of MANA - 作/編曲（山中康央ほかと共作）
  - アイドルファンタジー - 作/編曲
  - ラスト レムナント リマスタード - 作/編曲
- 2019年 - キングダム ハーツIII - 作/編曲（下村陽子、石元丈晴と共作）
- 2020年
  - キングダム ハーツ メロディ オブ メモリー - 作/編曲（下村陽子、石元丈晴と共作）
  - ファイナルファンタジーVII リメイク - 作/編曲（植松伸夫、鈴木光人ほかと共作）
  - 聖剣伝説3 TRIALS of MANA - 編曲（菊田裕樹、山中康央ほかと共作）
- 2021年
  - 聖剣伝説 ECHOES of MANA - 作/編曲（山崎良ほかと共作）
  - スクールガールストライカーズ2 サマーフェスティバル - 作/編曲（鈴木光人と共作）
- 2022年 - ファイナルファンタジーVII リメイク - 作/編曲（複数名と共作）
- 2024年 - ファイナルファンタジーVII リバース - 作/編曲（複数名と共作）

## ディスコグラフィー

### アルバム
- ファイナルファンタジーVII アドベントチルドレン オリジナル・サウンドトラック
- THE STAR ONIONS FINAL FANTASY XI Music from the Other Side of Vana'diel
- THE BLACK MAGES
- THE BLACK MAGES II 〜The Skies Above〜
- ロマンシング サガ -ミンストレルソング- サウンドトラック（伊藤賢治と共作）
- ファイナルファンタジーI・II（PS版） オリジナル・サウンドトラック（IIのみ）
- クロノ・トリガー（PS版） オリジナル・サウンドトラック
- チョコボの不思議なダンジョン2 オリジナル・サウンドトラック
- ブレイヴフェンサー 武蔵伝 オリジナル・サウンドトラック
- オールスター・プロレスリングII オリジナル・サウンドトラック
- feel/Go dream（FF10のティーダ&ユウナのシングル、ギター演奏で参加）
- 2006年2月-MORE FRIENDS music from FINAL FANTASY - FFオーケストラコンサート
- THE HANJUKU MAGES （半熟英雄4 〜7人の半熟英雄〜限定版付属オリジナル・サウンドトラック）
- THE BLACK MAGES III Darkness and Starlight(2008.3)
- ラストレムナント オリジナル・サウンドトラック
- ディシディア ファイナルファンタジー オリジナル・サウンドトラック
- ジャイロマンサー オリジナル・サウンドトラック（iTunes配信）
- Death By Cube オリジナル・サウンドトラック（iTunes配信）
- Music For Art コンピレーション・アルバム（iTunes配信）
- クリスマス・コレクションズ music from SQUARE ENIX コンピレーションアルバム
- キングダム ハーツ バース バイ スリープ オリジナル・サウンドトラック
- Mind Jack オリジナル・サウンドトラック（iTunes配信）
- The Third Birthday オリジナル・サウンドトラック
- ディシディア デュオデシム ファイナルファンタジー オリジナル・サウンドトラック
- 戦国IXA イメージアルバム
- LORD of VERMILION Re:2 オリジナル・サウンドトラック
- スーパーレアトアックス 東北大震災チャリティーアルバム
- キングダム ハーツ ドリーム ドロップ ディスタンス オリジナル・サウンドトラック
- ライブ・ア・ライブ ボーナストラック（『GO!GO!ブリキ大王!』ギター演奏で参加）
- ガンスリンガー ストラトス オリジナル・サウンドトラック
- クリスマス・コレクションズ music from SQUARE ENIX コンピレーションアルバム
- SQUARE ENIX COMPOSERS BEST／SELLECTION BLACK DISK コンピレーションアルバム
- Tsuyoshisekito GuitarWorks Selection 1 コンピレーション・アルバム（iTunes配信）
- Tsuyoshisekito GuitarWorks Selection 2 コンピレーション・アルバム（iTunes配信）
- ガンスリンガー ストラトス2 オリジナル・サウンドトラック
- 聖剣伝説 Rise of Mana1 オリジナル・サウンドトラック
- 聖剣伝説 Rise of Mana2 オリジナル・サウンドトラック
- 天穹のアルクルス オリジナル・サウンドトラック（iTunes配信）
- 聖剣伝説2 オリジナル・サウンドトラック

### DVD映像作品
- VOICES music from FINAL FANTASY - FFオーケストラコンサート、THE BLACK MAGESによるライブ (2006.06月発売予定)（DVD映像による作品）

「再臨：片翼の天使」を演奏。
- The Black MagesIII - Darkness and Starlight - LIVE DVD (2009.04月発売予定)

## ライブ・公演
以下には同氏が直接関わっているものを記載する。
- THE BLACK MAGESアルバム発売記念ライブ(2003.2)
- THE BLACK MAGES II LIVE “The Skies Above”(2005.1)
- MORE FRIENDS music from FINAL FANTASY - FFオーケストラコンサート、THE BLACK MAGESによるライブ(2005.5)
- FFXIチャンピオンシップ バリスタ・ロワイヤル サマーカーニバル2005(2005.8)
- VOICES music from FINAL FANTASY - パシフィコ横浜 国立大ホールでのFFオーケストラコンサートツアー、

アンコールでのTHE BLACK MAGESによるライブ<再臨：片翼の天使（FINAL FANTASY VII アドベントチルドレン）を2回>(2006.2.18)
- EXTRA - 新木場STUDIO COASTで開催されたゲーム音楽ライブイベントに大トリで出演。4曲を演奏した。なお、ステージの大型ビジョンに表記された曲名と実際に演奏された曲名が一部異なっていた。(2007年7月7日)
- PRESS START 2007 -SYMPHONY OF GAMES-（2007年9月17日(月・祝) パシフィコ横浜のみ出演）
- 2008年8月9日 - 『THE BLACK MAGES III Darkness and Starlight LIVE』、横浜BLITZにて開催。
- FFXIヴァナフェス2008 in後楽園(2008.11.22)、後楽園JCBホールにて開催